# Re Enzo (film)
Re Enzo (titolo intero: Re Enzo - Dalle cronache dell'Italica storia del 1270) è un cortometraggio muto italiano del 1911 diretto da Giuseppe De Liguoro.